# 静岡県立浜松視覚特別支援学校
静岡県立浜松視覚特別支援学校（しずおかけんりつ はままつしかくとくべつしえんがっこう）は、静岡県浜松市中央区葵西五丁目にある県立の視覚障害特別支援学校。2008年4月に「静岡県立浜松盲学校」から校名を変更。
日本第一号の盲導犬「チャンピイ」の所有者河相冽が1960年から1988年まで教鞭を執っていた学校でもある。

## 沿革
- 1921年（大正10年）、浜松市鴨江町に「私立浜松盲学校」として設立[2]。
- 1923年（大正12年）に「浜松聾唖学校」を併設。
- 1948年（昭和23年）、県に移管し「静岡県立浜松盲学校」となる[2]。
- 2008年（平成20年）、「静岡県立浜松視覚特別支援学校」に改名[3]。

## 所在地
- 静岡県浜松市中央区葵西五丁目9番1号[4]

## 設置学部
- 幼稚部
- 小学部
- 中学部
- 高等部
  - 普通科
  - 専攻科